# Parc national du Mont Frankland
Le Parc national du Mont Frankland est un parc national situé au Sud-ouest de l'Australie occidentale, 327 kilomètres au sud de la capitale d'état Perth. Cette aire protégée fait partie de la zone sauvage de Walpole, créée en 2004, un point chaud international de biodiversité.
La zone est habitée par et reconnue comme appartenant au peuple Menang.

## Géographie
Il couvre une superficie de 371,22 kilomètres carrés de collines granitiques, au nord de la ville de Walpole.
Le mont Frankland (422 mètres), connu sous le nom de Caldyanup par les autochtones, est un sommet granitique qui offre une vue panoramique sur le paysage. Il y a un belvédère d'incendie au sommet du mont Frankland. Il est nommé en 1829 par Thomas Braidwood Wilson en l'honneur de George Frankland, arpenteur général de Tasmanie.
Le parc naturel s'étend du nord-ouest au sud-est. Il est délimité au nord par le parc national du Mont Frankland-Nord, à l'est par le parc national du Mont Roe, au sud par le parc national du Mont Frankland Sud et à l'ouest par le parc national de Shannon.

## Climat
Le climat de la région est méditerranéen 
Les précipitations annuelles à Walpole (ville la plus proche) sont d'environ 1200 mm. Sur le sommet du mont Frankland, culminant à 422 mètres, bien qu'aucun pluviomètre n'ait jamais été installé, les précipitations annuelles sont probablement d'environ 1500 mm. La plupart des pluies tombent entre mai et août, mais contrairement aux régions plus sèches du sud-ouest de l'Australie, les averses ne sont pas rares, même en été.

## Flore et faune
Le parc est en grande partie recouvert de forêts de karri (Eucalyptus diversicolor) et d'Eucalyptus jacksonii, deux des plus grands arbres du monde. Ces trois espèces sont uniques à la zone située entre le parc et la côte et sont les seuls eucalyptus à posséder des contreforts, une caractéristique qui reflète les conditions humides qui prévalent dans le parc.
La lande constitue la végétation dominante sur le sol mince recouvrant les nombreux affleurements granitiques du parc.

## Tourisme
Il existe plusieurs sentiers de randonnée dans le parc, allant de ceux accessibles aux fauteuils roulants à ceux difficiles.
Une route non goudronnée, praticable, permet un accès à un parking au sein du parc. Il y a des aires de pique-nique avec barbecues à gaz et toilettes à 100 mètres du parking, et un belvédère sauvage au niveau de la cime des arbres.

### Galerie

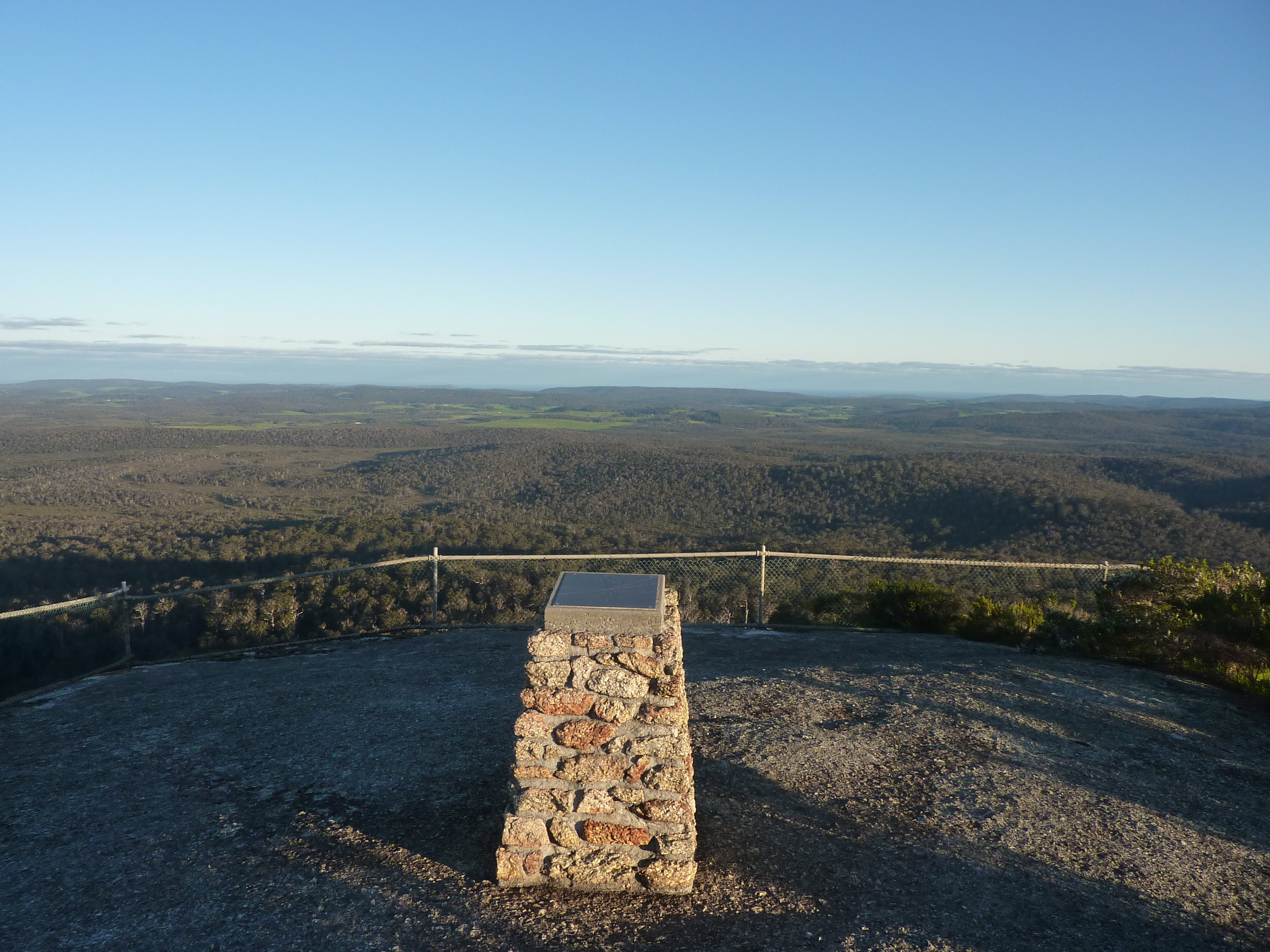
Vue du Mont Frankland
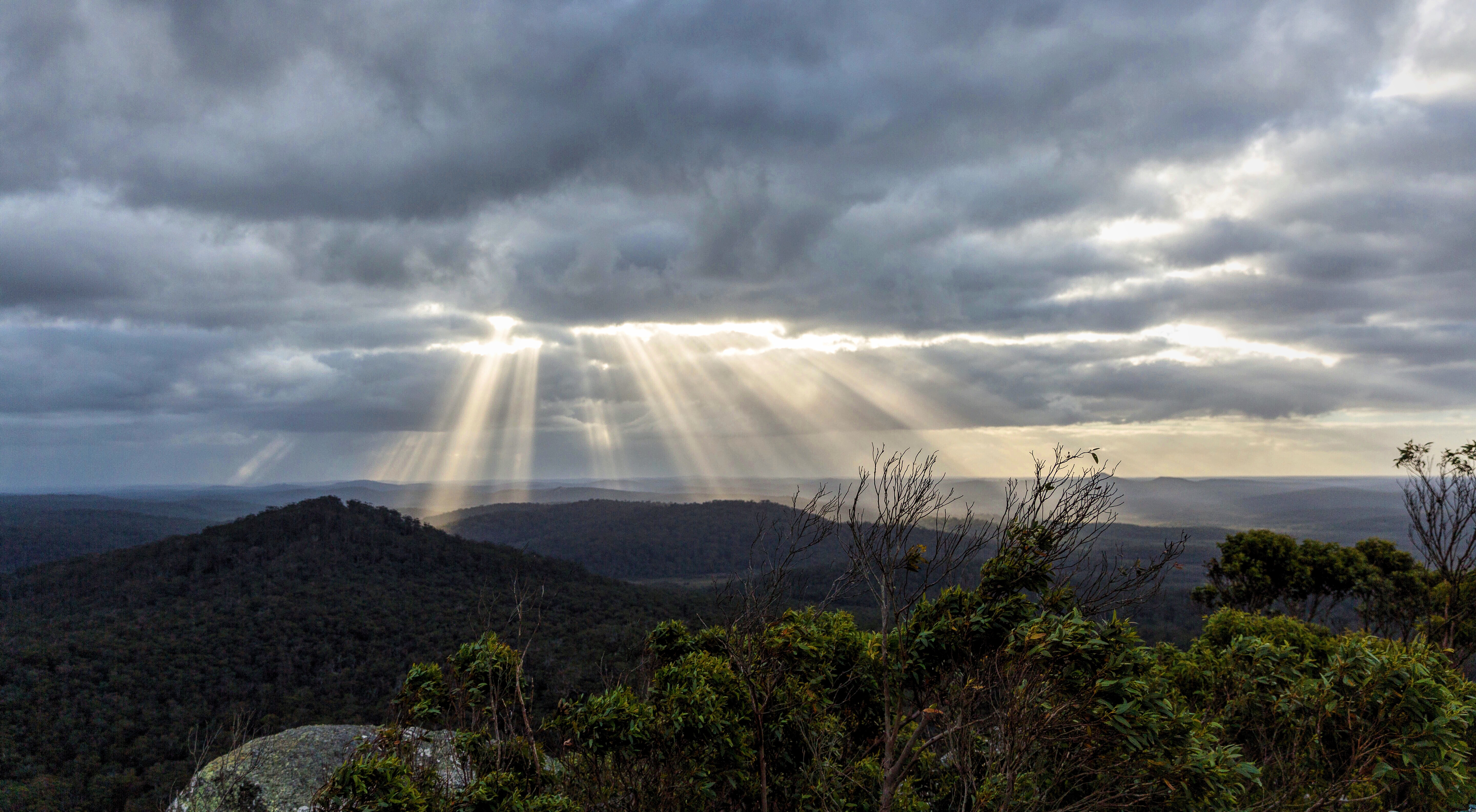
Mont Frankland et ses alentours
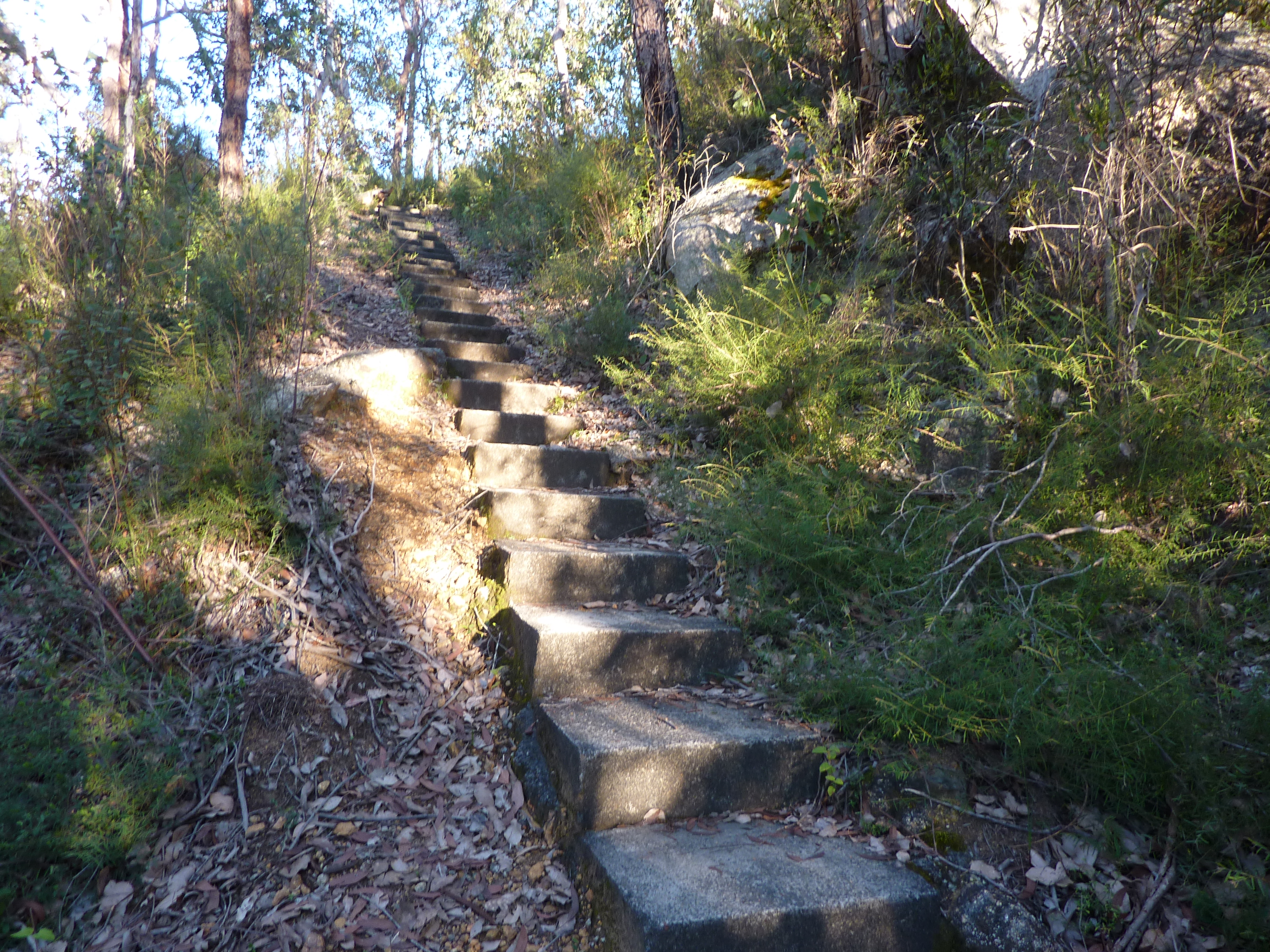
Escaliers vers le Mont Frankland
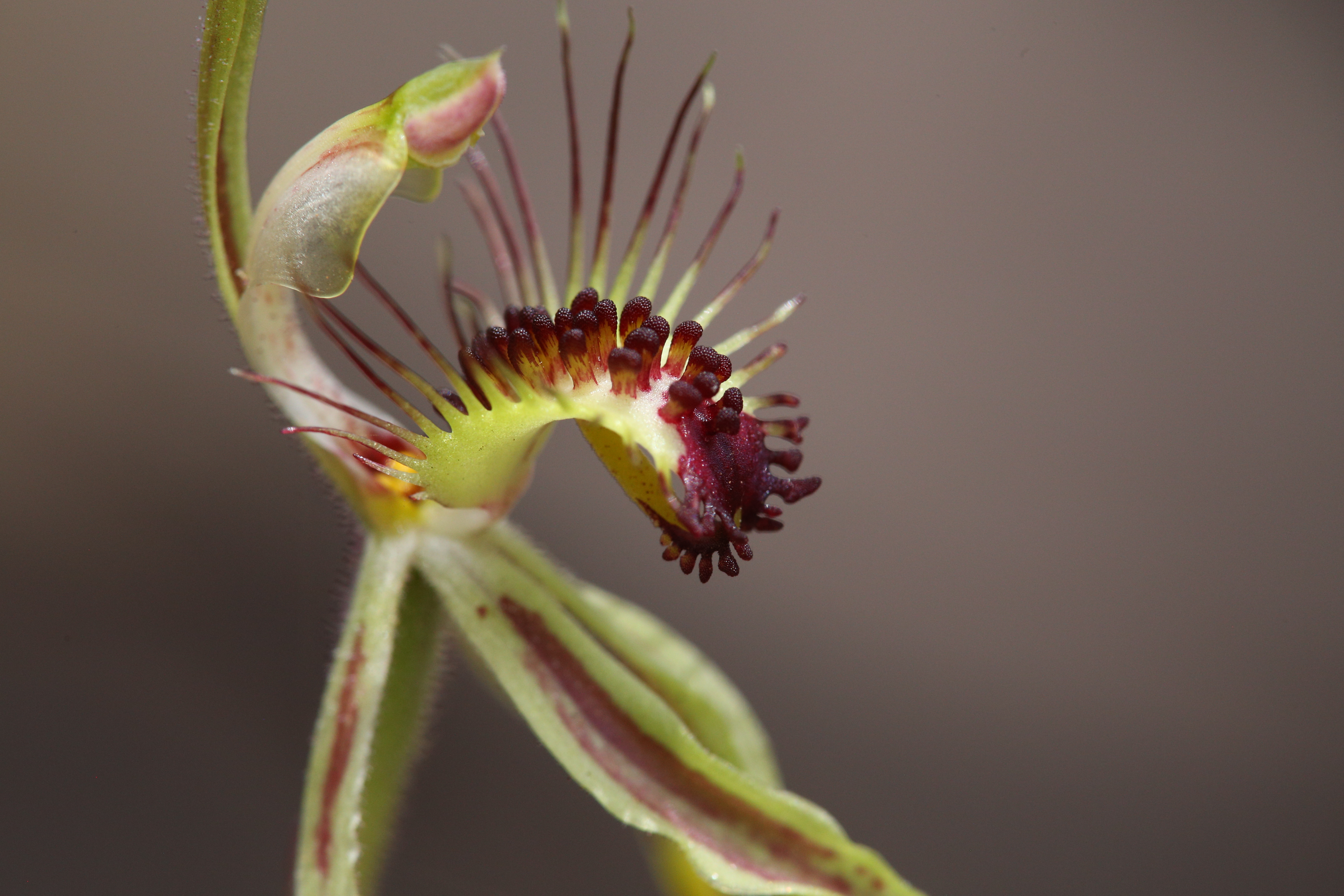
Caladenia corynephora, dans le parc national